# 布拉迪斯拉發站
布拉迪斯拉發站（羅馬化：Bratislavskaya）是莫斯科地鐵柳布林諾－德米特羅夫線的一個車站，開通於1996年12月25日，是柳布林諾－德米特羅夫線延伸工程的一部分。布拉迪斯拉發站的站名取自於斯洛伐克首都布拉迪斯拉發。

## 外部連結
- Mosmetro.ru （俄文）
- Metro.ru （页面存档备份，存于） （俄文）
- Mymetro.ru （俄文）
- News.metro.ru （页面存档备份，存于） （俄文）
- KartaMetro.info — Station location and exits on Moscow map (English/Russian)